# 2580 Smilevskia
2580 Smilevskia је астероид главног астероидног појаса са средњом удаљеношћу од Сунца која износи 2,182 астрономских јединица (АЈ).
Апсолутна магнитуда астероида је 13,3.